# 320 (szám)
A 320 (római számmal: CCCXX) egy természetes szám.

## A szám a matematikában
A tízes számrendszerbeli 320-as a kettes számrendszerben 101000000, a nyolcas számrendszerben 500, a tizenhatos számrendszerben 140 alakban írható fel.
A 320 páros szám, összetett szám, kanonikus alakban a 26 · 51 szorzattal, normálalakban a 3,2 · 102 szorzattal írható fel. Tizennégy osztója van a természetes számok halmazán, ezek növekvő sorrendben: 1, 2, 4, 5, 8, 16, 32, 10, 20, 40, 64, 80, 160 és 320.
Leyland-szám, tehát felírható {\displaystyle x^{y}+y^{x}} alakban.
A 320 négyzete 102 400, köbe 32 768 000, négyzetgyöke 17,88854, köbgyöke 6,83990, reciproka 0,0031250. A 320 egység sugarú kör kerülete 2010,61930 egység, területe 321 699,08773 területegység; a 320 egység sugarú gömb térfogata 137 258 277,4 térfogategység.